# Бальсове дерево
Бальсове дерево, або охрома пірамідальна (Ochroma pyramidale, також О. Lagopus) — один з видів квіткових рослин у родині мальвоцвіті.
Це велике дерево, що швидко росте і може сягати 30 м заввишки. Деревина дерева — дуже легкий матеріал, який має безліч застосувань, в тому числі як звуко- і теплоізоляційний матеріал в будівництві літаків і суден. З цього дерева був побудований знаменитий пліт Кон-Тікі, на якому норвезький мандрівник Тур Геєрдал зі своєю командою здійснив подорож через Тихий океан до островів Полінезії.
Щільність сухої деревини коливається від 40 до 340 кг/м³ (2,5-21 фунт/куб. фут), типова щільність близько 160 кг/м³ (10 Ib/cu ft).

## Використання

Крило моделі літака виготовлене з бальси

Унікальні властивості деревини бальси були відомі ще в давнину. Інки видовбували з неї каное і робили плоти, на яких здійснювали далекі мандрівки.
І нині деревина бальси має важливе господарське значення. Її використовують у будівельних і оздоблювальних роботах, машинобудуванні (в тому числі авіабудуванні) для тепло-, звуко- і віброізоляції. Деревину бальси широко використовують в авіамоделізмі, застосовують для виготовлення поплавків і бакенів, рибальських приманок (воблерів), обладнання для порятунку на воді, декорацій і макетів, високоякісних дощок для серфінгу.
Волоски плодів Бальси використовують для виготовлення грубої тканини і як набивний матеріал для подушок і матраців.
Бальсу використовували в конструкції британського швидкісного бомбардувальника Москіто періоду Другої світової війни.